# Хайделбергски човек
Хайделбергският човек (Homo heidelbergensis) е изчезнал вид от род Човек (Homo). Известен е от фосилни находки в Европа, датирани отпреди 600 000 – 250 000 години.

## Изследване
Първите известни останки от хайделбергски човек са открити на 21 октомври 1907 при германския град Мауер, близо до Хайделберг. Откритата от работници челюст е предадена на професор Ото Шьотензак от Хайделбергския университет, който пръв описва новия вид и дава името му. По-късно фосили от вида са открити в Араго (Франция), Петралона (Гърция) и други. Най-добре запазените находки са на възраст между 400 000 и 500 000 години.

## Еволюция
Хайделбергският човек обитава Европа преди неандерталеца (Homo neanderthalensis) и е възможно да е негов пряк предшественик. Самият той вероятно произлиза директно от вида Homo antecessor, живял преди около 750 000 години. Изглежда двата вида произлизат от разпространения в Африка вид Homo ergaster, който има сходни морфологични характеристики.

## Физически характеристики
Хайделбергският човек се отличава от предшествениците си с по-голям размер на мозъчната кухина. Типичният обем на черепа му е 1100 – 1400 cm3, сходен със средните стойности за съвременния човек (1350 cm3). Средният ръст е 1,8 m и тялото му е по-мускулесто от това на Homo sapiens.

## Начин на живот
Хайделбергският човек използва характерните за ранния палеолит примитивни каменни сечива. Белези от рязане по костите на елени, слонове, носорози и коне показват, че месото им е било рязано.
Сравнително нови находки подсказват, че хайделбергският човек може би е първият от рода Homo, който погребва мъртвите си, но това е само хипотеза. Според някои изследователи той дори използва примитивен език. Не са открити форми на изкуство или по-сложни сечива, свързани с хайделбергския човек.